# Vinný vrch (Českolipská kotlina)
Vinný vrch (302 m n. m.), též Viničný vrch či Třešňovka, je vrch v okrese Česká Lípa Libereckého kraje. Leží při jihovýchodním okraji obce Horní Libchava na jejím katastrálním území.

## Popis vrchu
Je to suk ve tvaru krátkého strukturního hřbítku směru východ–západ na trojúhelníkovém podstavci. Vrch je tvořený pronikem tefritu (se subvulkanickou bazaltoidní brekcií) skrz obal okolních zpevněných svrchnokřídových, i nezpevněných kvartérních sedimentů. Vrch leží východně nad soutokem Šporky s Libchavou, přičemž Šporka obtéká vrch ze tři světových stran. Vrch zcela pokrývá smíšený les.
Na vrcholu Vinného vrchu stával hrad Klinštejn, z něhož se dochovaly jen stěží viditelné základy.

## Geomorfologické zařazení
Vrch náleží do celku Ralská pahorkatina, podcelku Zákupská pahorkatina, okrsku Českolipská kotlina, podokrsku Dobranovská kotlina a Manušické části.

## Přístup
Vrch je snadno dostupný z Horní Libchavy. Na vrchol nevede žádná cesta. Východně od vrchu vede žlutá turistická stezka (Horní Libchava – Dolní Libchava). Jižním úpatím vede silnice Horní Libchava – Česká Lípa.